# Nationaal Archief Curaçao
 Nationaal Archief van Curaçao (Papiaments:Archivo Nashonal Kòrsou) is het nationaal archief van Curaçao. Het Nationaal Archief beheert de archieven van het land Curaçao en van haar rechtsvoorgangers de Nederlandse Antillen. Van de archieven van de Nederlandse Antillen als rechtsvoorganger zijn ongeveer 25 strekkende kilometer ongeselecteerd aanwezig. Van de archieven die betrekking hebben op het landsgebied Curaçao beslaat dit ongeveer 15 kilometer. Het Nationaal Archief beheert ongeveer 4 kilometer aan documenten, kaarten, tekeningen, foto’s, negatieven, dia’s en videobanden die beschikbaar zijn via de studiezaal en (deels) de website. Het archief is gevestigd aan de Scharlooweg 77 in het Bolo di Batrei (de bruidstaart) gebouw uit 1916. Achter dit gebouw is in 2011 een modern depotgebouw geplaatst mede om de overheidsarchieven tot en met 1995 te kunnen huisvesten.

## Geschiedenis
De voorganger van het Nationaal Archief is het Centraal Historisch Archief (CHA), opgericht op 26 augustus 1969. Het CHA kreeg tot taak om de overheidsdocumenten in goede en geordende staat te bewaren om deze aan het publiek en Landsbestuur ter beschikking te stellen. In deze eerste periode was de overdrachtstermijn van de overheidsinformatie 30 jaar en werden de overheidsdocumenten uit de periode 1828-1939 overgedragen. In 1989 werd de Archieflandsverordening vastgesteld, de overbrengingstermijn werd toen verhoogd naar 40 jaar. Bij de aanpassing van de Archieflandsverordening in 2008 is de termijn teruggebracht naar 20 jaar en daarmee in lijn met de internationale openbaarheidstermijnen.

## Collectie
De collectie is voor een belangrijk deel toegankelijk via de Inventarissen en bevat archieven van de centrale overheid van het voormalige land, de Nederlandse Antillen en materiaal van particuliere instellingen en privé-instellingen. Bij een deel van de inventarissen zijn ook scans van de archiefbestanddelen beschikbaar. Zoals bij het Archief van de Districtmeesters van de 3e, 4e en 5e district Collectie Juliana-Brenneker. Een deel van de foto's is ontsloten via de beeldbank van het Nationaal Archief. Voor stamboomonderzoek zijn ruim 800.000 namen online doorzoekbaar, bij een deel zijn ook scans van de originele akten beschikbaar. Sinds augustus 2020 zijn ook de Slavenregisters van Curaçao (1829-1863) digitaal beschikbaar gekomen, deze ruim 25.000 namen zijn ook via de website te raadplegen. In de collectie is ook de "Catecismo Cortico" aanwezig, het oudste in Papiaments gedrukte boekwerk, gepubliceerd in 1837. In 2009 is deze catechismus toegevoegd aan het Memory of the World register.